# Rob Urgert
Rob Urgert (Den Haag, 9 juli 1968) is een Nederlands cabaretier en televisiepresentator.

## Levensloop
Urgert is van oorsprong voedingskundige en promoveerde in 1997 aan de Wageningen Universiteit op een onderzoek naar de cholesterolverhogende componenten in koffie (cafestol en kahweol). Vlak daarna besloot hij zijn leven om te gooien en zich uitsluitend te richten op humor.
Rob Urgert werd in 1998 lid van Comedytrain. Hij schreef onder meer teksten voor de televisieprogramma's Dit was het nieuws en Koefnoen. Ook maakte hij tussen 2000 en 2005 drie solocabaretprogramma's.
Samen met Bastiaan Geleijnse – een van de mannen achter de strip Fokke en Sukke – ontwikkelde hij de Spoedcursus Humor, een vrolijk programma waarin zij de techniek van het grappen maken proberen bij te brengen aan hun publiek. De cursus is bedoeld voor iedereen die zich interesseert voor humor en houdt het midden tussen een cabaretprogramma en een lezing. In 2010 schreef hij samen met Bastiaan Geleijnse ook een boek over humor, getiteld Spoedcursus Humor.
Sinds 2006 werkt hij veel samen met cabaretier Joep van Deudekom. Samen schreven zij de boeken Waarom zit ik niet in oranje? (over de wetenschap achter het voetbal) en Hoe word ik succesvoller dan mijn collega's? (over de wetenschap achter succes). Ook maken Urgert en Van Deudekom samen veel populair wetenschappelijke programma's. De gezamenlijke passie van de twee is de wetenschap bereikbaar te maken voor een breed publiek.
In 2006 was Urgert te zien in het VARA-programma Onder de tram, waarin hij samen met Van Deudekom op humoristische wijze de zin en onzin van wetenschappelijk en maatschappelijk onderzoek belichtte. Van 2007 tot 2009 maakte hij, wederom samen met Van Deudekom, voor Net5 het programma Tussen de Oren, een humoristische quiz over psychologie en communicatie.
Van eind 2011 tot het voorjaar van 2018 was Urgert een van de quizmasters in het satirische De Kwis, eerst als onderdeel in de programma's van Paul de Leeuw, en sinds 2013 als zelfstandig programma. Dit deed Urgert samen met Joep van Deudekom, Niels van der Laan en Jeroen Woe.
Op 20 oktober 2016 begon Urgert samen met Joep van Deudekom en Sophie Hilbrand bij BNN/NTR aan de achtdelige populair wetenschappelijke serie Het Instituut.
Begin 2020 maakte Urgert, wederom met Van Deudekom, een nieuw populair wetenschappelijk programma; getiteld Wie denk je wel dat je bent?. Het duo vergeleek in dit programma twee groepen van tegenovergestelde typen mensen met elkaar. Daarnaast bedachten en maakten zij 'Quiz met ballen' (BNNVARA, NPO1, Frank Evenblij, Posvideo) en fungeerden daar zelf als de VAR.

## Theaterprogramma's
Zijn eerste programma Home-Run speelde hij op Cameretten in 1997, maar eindigde net achter Eric van Sauers.
Avondvullende shows:
- 2000: Leuk voor later
- 2001: Fuik
- 2003: Geluk is gelul met een K (2004/2005 in reprise)
- 2006: Spoedcursus humor (ook in 2007 en 2008)
- 2009: Hoe word ik gelukkiger dan mijn buurman zonder dat het veel kost (samen met Kees van Amstel)

## Televisieprogramma's
- 2006: Onder de Tram (VARA, Nederland 3, 14 afleveringen)
- 2007–2009: Tussen de Oren (Net5, 34 afleveringen)
- 2011–2012: De Kwis als onderdeel van Langs de Leeuw (VARA, Nederland 1, 23 afleveringen)
- 2011–2013: Met de kennis van nu (NTR, Nederland 2)
- 2012: Het Eerlijke Verhaal, oudejaarsconference met Erik van Muiswinkel (VARA, Nederland 1)
- 2013–2014: Fact checkers
- 2013–2018: De Kwis
- 2014: Cojones
- 2016–2017: Het Instituut
- 2020–heden: Wie denk je wel dat je bent?

## Boeken
- Waarom zit ik niet in Oranje? (2010)
- Spoedcursus Humor (2010)
- Hoe word ik succesvoller dan mijn collega's? (2010)

- Gemeinsame Normdatei: 17309614X
- International Standard Name Identifier: 0000 0001 3327 4241
- Nederlandse Thesaurus van Auteursnamen: 158478436
- Système universitaire de documentation: 219901384
- Virtual International Authority File: 246736000
- WorldCat: E39PBJmpbRkfCxBHmRCdXTWqwC